# Estación Plaza Huincul
Plaza Huincul es una estación de ferrocarril ubicada en el Departamento Confluencia, Provincia del Neuquén, Argentina.

## Servicios
Pertenece al Ferrocarril General Roca en su ramal entre Bahía Blanca y Zapala.
No presta servicios de pasajeros desde 1993 ni de Cargas desde 2017 cuando por última vez paso el tren sanitario. 

## Ubicación
Se accede desde la Ruta Nacional 22